# تعاليم الولاء

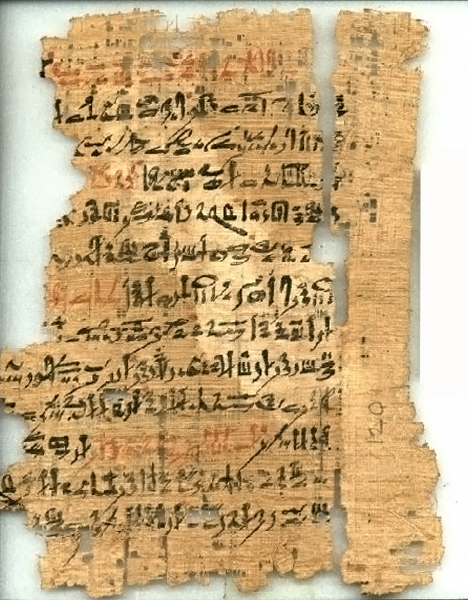

 تعاليم الولاء  هي أحد نصوص الأدب المصري القديم من نوعية أدب التعاليم، والتي وجد جزء منها منقوشًا على إحدى الألواح الحجرية التي تعود لمنتصف عصر الأسرة الثانية عشر. النص الكامل مدوّن على برديات تعود لعصر الدولة الحديثة. مؤلف النص غير معروف، وإن كان يعتقد أنه أحد وزراء الأسرة الثانية عشر، رغم عدم وجود أدلة صريحة على ذلك. تدعو التعاليم إلى فضائل الولاء للفرعون الحاكم والتي يجب أن يحافظ عليها المسؤول من أجل خير المجتمع.

## المحتوى
النص الكامل لتعاليم الولاء يضم حوالي 145 نصيحة، والتي يمكن تقسيمها إلى قسمين مميزين. في الأول، معلم يرشد أولاده أنه يجب أن يحترموا دائمًا ويطيعوا الفرعون العظيم. وفي القسم الثاني، يدعو مؤلف النص أولاده لاحترام عامة الناس أيضًا، وأداء واجباتهم تجاه المجتمع.

## وصلات خارجية
- The Sehetepibre Stela: The Loyalist Instructions with translations by William Kelly Simpson and James Henry Breasted